# Palatul Crețulescu
Der Crețulescu-Palast (auch Kretzulescu-Palast) ist ein historisches Gebäude in Bukarest, Rumänien. Es befindet sich im ersten Sektor der Stadt und grenzt an den Cișmigiu-Park.

## Geschichte
Der Palast, der der Familie Crețulescu gehörte, wurde Anfang des 20. Jahrhunderts nach den Plänen des Architekten Petre Antonescu im französischen Renaissance-Stil gebaut. 
In der Zwischenkriegszeit beherbergte er das Museum der Religiösen Kunst. 
Seit dem 21. September 1972 ist der Palast Sitz der UNESCO-CEPES, des Europäischen Zentrums für Hochschulbildung der UNESCO. 
Der Palast wurde im Jahr 2003 renoviert.